# Erich Böhlke
Erich Böhlke (ur. 9 września 1895 w Szczecinie, zm. 19 kwietnia 1979 w Delmenhorst) – niemiecki dyrygent, kompozytor i pianista.

## Życiorys
Był synem handlarza dziełami sztuki. Debiutował publicznie jako pianista w wieku 11 lat, mając 13 lat dyrygował chórem męskim. Studiował u Engelberta Humperdincka, Ferruccio Busoniego i Arturo Toscaniniego. W 1923 roku został dyrektorem i dyrygentem Teatru Miejskiego w Szczecinie. W 1926 roku został dyrygentem teatru miejskiego w Koblencji, następnie w latach 1929–1931 był dyrygentem orkiestry teatralnej w Wiesbaden. Od 1933 do 1944 roku był generalnym dyrektorem muzycznym w Magdeburgu, a w latach 1934–1939 również intendentem. Od 1947 roku działał w Oldenburgu. W 1963 roku otrzymał tytuł profesora na Tokijskim Uniwersytecie Sztuki. Otrzymał Pommersche Kulturpreis (1965) oraz Krzyż Zasługi 1. Klasy Orderu Zasługi Republiki Federalnej Niemiec (1976). W 1975 roku został członkiem Rady Honorowej Heimatkreistag Gross-Stettin.
Był autorem około 50 kompozycji, w tym m.in. dwóch kwartetów smyczkowych, sonaty skrzypcowej, a także szeregu utworów fortepianowych i pieśni.